# Ивановское (городской округ Шаховская)
Ивановское — деревня в городском округе Шаховская Московской области.

## Население
| 1859 | 1926 | 2002 | 2006 | 2010 |
| ---- | ---- | ---- | ---- | ---- |
| 170  | ↗179 | ↘10  | ↘8   | ↘5   |

## География
Деревня расположена в центральной части округа, примерно в 12 км к юго-востоку от райцентра Шаховская, на левом берегу реки Рузы, высота центра над уровнем моря 223 м. Ближайшие населённые пункты — Городище на юге, Рождественно на востоке и Якшино на западе.
В деревне 3 улицы: Береговая, Речная и Центральная.
В деревне останавливается автобус № 46, следующий до Шаховской.

## Исторические сведения
В 1769 году Иванова — деревня Хованского стана Волоколамского уезда Московской губернии, владение Коллегии экономии, ранее Симонова монастыря. В деревне 6 дворов, 69 душ.
В середине XIX века деревня Ивановская относилась к 1-му стану Волоколамского уезда и принадлежала Департаменту государственных имуществ. В деревне было 22 двора, 73 души мужского пола и 77 душ женского.
В «Списке населённых мест» 1862 года — казённая деревня 1-го стана Волоколамского уезда Московской губернии по правую сторону Московского тракта, шедшего от границы Зубцовского уезда на город Волоколамск, в 30 верстах от уездного города, при реке Рузе, с 21 двором и 170 жителями (72 мужчины, 98 женщин).
По данным на 1890 год входила в состав Бухоловской волости Волоколамского уезда, число душ мужского пола составляло 69 человек.
В 1913 году — 36 дворов.
По материалам Всесоюзной переписи населения 1926 года — деревня Игнатьевского сельсовета Бухоловской волости, проживало 179 человек (65 мужчин, 114 женщин), насчитывалось 38 крестьянских хозяйств.
С 1929 года — населённый пункт в составе Шаховского района Московской области.
1994—1995 гг. — деревня Черленковского сельского округа Шаховского района.
1995—2006 гг. — деревня Бухоловского сельского округа Шаховского района.
2006—2015 гг. — деревня сельского поселения Степаньковское Шаховского района.
2015 г. — н. в. — деревня городского округа Шаховская Московской области.